# Aqua Lublin
Aqua Lublin – aquapark w Lublinie, znajdujący się przy al. Zygmuntowskich 4. Jest jednym z największych i najnowocześniejszych aquaparków z basenem olimpijskim w Lublinie.
Kompleks obejmuje basen sportowy o długości 50 metrów, basen do nauki pływania, baseny rekreacyjne, baseny zewnętrzne, baseny z hydromasażem, strefę saun, siłownię. Wraz z kompleksem wybudowano także hale, w których zamiennie znajdują się lodowisko oraz miasteczko drogowe. W kompleksie znajdują się także lokale gastronomiczne.
Tuż przy obiekcie znajduje się hala sportowo-widowiskowa im. Zdzisława Niedzieli.

## Basen Olimpijski
Basen pływacki o rozmiarach olimpijskich (50x25 m) wyposażony został w ruchome dno (2,5-3,9m). W hali basenowej znajdują się trybuny dla 2100 osób. Dostępny jest również kanał przepływowy z przeciwprądem służący doskonaleniu techniki pływania i badaniu wydolności. Temperatura wody w basenie wynosi 26–28 °C.
Obiekt jest przystosowany do organizacji zawodów pływackich.

## Kompleks basenów rekreacyjnych

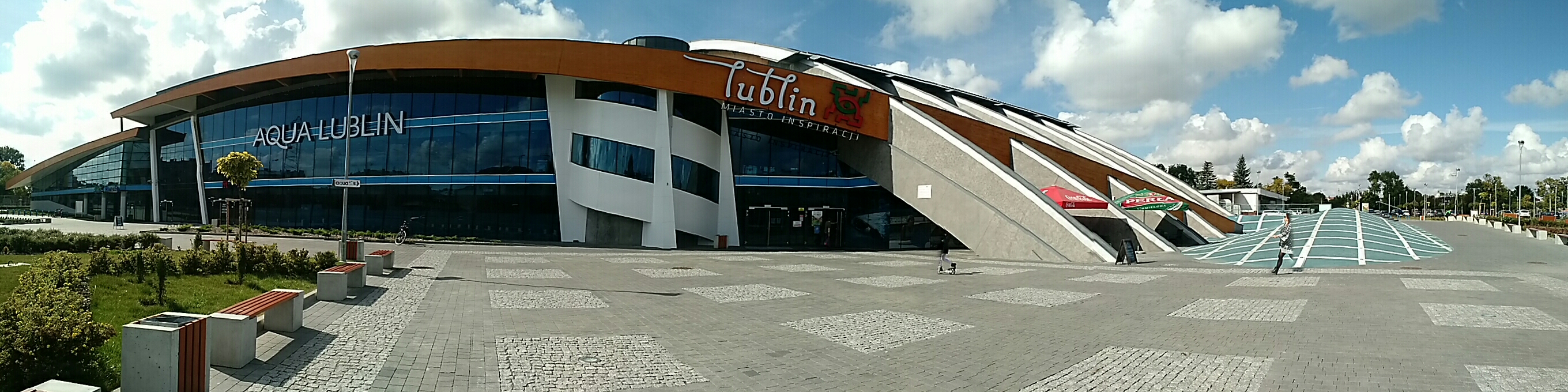
Aqua Lublin

Powierzchnia kompleksu basenów wynosi 303 m², o głębokości 1,2m i temperaturze wody 28–30 °C, wyposażony w masaż ścienny, gejzery powietrzne, ławeczkę powietrzna, kaskadę wodną masująca kark, grotę sztucznych fal. Posiadający nieckę o nieregularnym kształcie. Integralną częścią niecki basenowej jest basen do nauki pływania o 3 torach i głębokości 0,9 m.

### Atrakcje
- Basen-kanał przepływowy stworzony do doskonalenia techniki pływania i wydolności płuc[2];
- Wodny plac zabaw;
- Baseny z hydromasażem;
- Rwąca rzeka;
- Jacuzzi;
- Baseny zewnętrzne;

### Zjeżdżalnie
- Zjeżdżalnia zewnętrzna (długość 116 m)
- Zjeżdżalnia zewnętrzna (długość: 76 m)
- Zjeżdżalnia rodzinna (długość: 9 m)

## Dziecięca Zatoka
W wydzielonej strefie znajdują się 3 niecki dla dzieci.
- Basen dla najmniejszych dzieci o powierzchni 33 m², głębokości 0,45–0,9 m i temperaturze wody 30–32 °C. W basenie znajduje się parasol wodny, mała zjeżdżalnia i pochylnia wspinaczkowa na statek piracki.
- Basen rekreacyjny o powierzchni 60 m², głębokości 1,0–1,2m i temperaturze w granicach 28–30 °C z gejzerem powietrznym, masażem ściennym i ławeczkami powietrznymi.
- Basen z ławeczkami powietrznymi o powierzchni 44 m², głębokości 1,00–1,25 m i temperaturze wody 34–35 °C.

## Fit Gym Complex
Centrum fitnessu ze strefą funkcjonalną, bramą do cross treningu, miejscem do treningu z wolnym ciężarem i cardio.

## Saunarium
Goście poza kąpielami w basenie, mogą korzystać z saunarium, w skład którego wchodzą: sauny fińskie, sauny parowe, grota lodowa, baseny parowe i wypoczywalnia.
- 3 sauny fińskie
- 2 sauny parowe
- Grota lodowa
- Basen schładzający
- Strefa wypoczynku z podgrzewanymi siedziskami
- Zespół odnowy i rehabilitacji